# František Donth
František Donth (1896 – 1976) est un fondeur tchécoslovaque.

## Palmarès

### Jeux olympiques d'hiver
| Édition / Épreuve | 18 km | 50 km |
| ----------------- | ----- | ----- |
| Saint-Moritz 1928 | 11e   | 14e   |

### Championnats du monde
| Édition / Épreuve               | 18 km                    | 50 km                     |
| ------------------------------- | ------------------------ | ------------------------- |
| Mondiaux 1925 Johannisbad       | Médaille d'argent, monde | Médaille d'or, monde      |
| Mondiaux 1927 Cortina d'Ampezzo | Médaille d'argent, monde | Médaille de bronze, monde |